# Polsko-Rosyjska Grupa do Spraw Trudnych
Polsko-Rosyjska Grupa do Spraw Trudnych (ros. Российско-польская группа по сложным вопросам) – zespół polskich i rosyjskich ekspertów i naukowców wyznaczonych przez oba państwa do omawiania najtrudniejszych kwestii w relacjach polsko-rosyjskich, które wynikają z zaszłości historycznych. Grupa ma charakter doradczy wobec rządów Polski i Rosji.

## Działalność
Grupa została powołana w styczniu 2002, podczas oficjalnej wizyty prezydenta Władimira Putina w Polsce. Inauguracyjne spotkanie odbyło się w Moskwie w listopadzie 2002, jednak ze względu na pogorszenie relacji polsko-rosyjskich wkrótce zaprzestała działalności.
Do reaktywacji Grupy w nowym składzie doszło w czerwcu 2008.
Opublikowano dwie książki:
- Kryzys 1939
- Białe plamy – Czarne plamy

Przedmiotem prac Grupy jest również zbiór dokumentów pt. Związek Radziecki a polskie polityczno-wojskowe podziemie, jak również edycja zbioru dokumentów dotyczących stosunków polsko-radzieckich w latach 1918–1945. Grupa zajmuje się również współczesnymi problemami w stosunkach polsko-rosyjskich

## Skład
Skład Grupy w dn. 31 maja – 1 czerwca 2012:
część polska:
- Adam Daniel Rotfeld – współprzewodniczący
- Jerzy Bahr
- Sławomir Dębski
- Adam Eberhardt
- Dariusz Gabrel
- Andrzej Grajewski
- Leszek Jesień
- Łukasz Kulesa(inne języki)
- Andrzej Kunert
- Włodzimierz Marciniak
- Wojciech Materski
- Jerzy Pomianowski
- Katarzyna Rawska-Górecka
- Władysław Stępniak
- Andrzej Towpik

część rosyjska:
- Anatolij Torkunow – współprzewodniczący
- Anriej Artizow
- Inessa Jażborowska
- Andriej Jurasow
- Aleksandr Kuzniecow
- Natalja Lebiediewa
- Artiom Malgin
- Michaił Narinski
- Władimir Baranowski
- Swiatosław Bełza
- Leonid Wardomski
- Giennadij Matwiejew
- Albina Noskowa
- Jefim Piwowar(inne języki)
- Władimir Siedych
- Piotr Stiegnij
- Andriej Zagorski
- Dr. Igor Żukowski – od 1 września 2016 roku został Dyrektorem Rosyjski Ośrodek Nauki i Kultury w Warszawie

## Skład części polskiej Polsko-Rosyjskiej Grupy do Spraw Trudnych od marca 2017[4]
- Mirosław Filipowicz – dyrektor Instytutu Europy Środkowo-Wschodniej, współprzewodniczący Grupy
- Wiesław Caban – Uniwersytet Jana Kochanowskiego w Kielcach
- Adam Eberhardt – dyrektor Ośrodka Studiów Wschodnich
- Andrzej Grajewski – publicysta katolicki, historyk
- Leszek Kryża – dyrektor Biura Zespołu Pomocy Kościołowi na Wschodzie przy Konferencji Episkopatu Polski
- Jerzy Menkes – kierownik katedry prawa międzynarodowego i organizacji międzynarodowych w Szkole Głównej Handlowej
- Grzegorz Motyka – dyrektor Instytutu Studiów Politycznych PAN
- Andrzej Nowak – Uniwersytet Jagielloński i Instytut Historii PAN, członek Kolegium IPN
- Henryk Paprocki – teolog prawosławny
- Adam Pomorski – tłumacz i znawca literatury rosyjskiej
- Marek Radziwon – Instytut Europy Środkowo-Wschodniej
- Rafał Wnuk – Katolicki Uniwersytet Lubelski Jana Pawła II
- Mariusz Wołos – prorektor Uniwersytetu Pedagogicznego w Krakowie
- Wojciech Woźniak – Naczelny Dyrektor Archiwów Państwowych
- Ernest Wyciszkiewicz – dyrektor Centrum Polsko-Rosyjskiego Dialogu i Porozumienia